# 王高升纵火案
王高升纵火案，又称火烧津门（老）八大家，是1910年8月10日晚上发生在大清新疆省迪化府的纵火案。陝西籍哥老会成员王高升为主要纵火者，火灾导致以城內大十字街一帶天津商户为主的至少170户商铺被焚毁。此案在中国火灾史的意义在于它成为了翌年辛亥革命时迪化起义失败的原因之一。

## 天津人与陕甘人入疆
清朝光绪初年，左宗棠收复新疆时，大量来自天津府的商人随军赶大营。最初津商大多只是肩挑背褡子的小商贩，因为军队粮资充足，大量缴获到的物资被交易给商贩。清军收复新疆后，因为累计了雄厚的资本，加上善于交际和经商，津商的商铺开始分布在新疆各县，乃至很多村庄。除了新疆内部的经营外，在和内地的贸易中，津商也逐渐成为各地商帮之首。在迪化（今乌鲁木齐市）有超过1200户商家，天津商人占据一半。其中以主要经营着百货业的津门八大家最负盛名，他们大多将店铺开设在了迪化城内大十字和小十字一带。
左宗棠在收复新疆时除了使用湘军等部队外，在陝西省和甘肃省等地也招募了大量士兵、将帅。战争结束后驻守新疆的清军也多从陕甘招募，加上很多陕甘等地的流民也开始进入新疆谋生，陕甘人在新疆的比重开始增多，成为新疆社会的重要组成部分。清朝末年，清政府曾编排新军，虽然新兵政策得以执行，但部队无论是军纪还是训练都较为涣散和松懈，士兵时常外出听戏、游庙会，甚至参与赌博、斗殴。另外，哥老会也随着左宗棠进入新疆，在新疆的哥老会多由退伍的军人、谋生的游民组成，故而遍布各行各业。因为提倡“一人有难，大家相助”的口号，在社会地位较低的民众中颇受拥护。加入哥老会的成员很多就来自陕西和甘肃。

## 矛盾初现与升级
多重原因引发了天津人和陕甘人的矛盾。第一，当时的新疆提学使杜彤是直隶省天津杨柳青人，甘肃新疆布政使王樹枏是直隶省新城县（今河北省高碑店市）人，二人都以同乡为荣，对陕甘人比较轻视，此举引得陕甘人心怀怨念。第二，由于庚子赔款，需要中央政府支援的新疆财政日渐拮据。为解决地方财政困难，新疆巡抚联魁曾设立官钱大局。官钱大局开展有对“资本殷实、信用充足”的人放贷的业务。不过该业务因为由天津商人杨维新和王宝融所管控，又缺乏监管，导致出现了刁难他省商户却方便天津商户的情况。长此以往，各省商帮对天津商户心存不满，尤其是陕甘商人。另外，新疆督练公所下属兵备处是掌管兵士粮饷、军械等事务之所。由于所发饷钱需要前往官钱大局取现，这期间官钱大局会使用短串红钱或津商布票兑换，从而在其中获利。利益受损的陕甘籍兵士在与官钱大局发生争执后，轻则被官钱大局以兵备处之令训斥，重则被众人围殴。天津人与陕甘人的矛盾日趋尖锐，陕甘籍兵士时常将“焚掠津商”挂到嘴边。
作为纵火案导火索主要人物的田熙年是直隶人，于光绪三十三年（1907年）末调往伊犁，作为伊犁将军长庚的手下。然而由于未获赏识，田熙年投奔同乡王樹枏，并被委任为马队第一营试署管带。由于他驱赶兵丁自造营房，使得兵丁对其有怨言，队官等人曾以克扣军饷马干、贪污中饱的罪名上控田熙年，不过经查所控不实，队官被革职。田熙年胜诉后，更加跋扈，为本已相互不满的天津人与陕甘人火上浇油。王高升是陕西籍哥老会成员，并无固定职业。相传他时常出入赌场，并会在天津商铺中找茬惹事。
宣统元年（1909年），在迪化西郊举办的萧草庙会上，民众发生冲突。田熙年率兵弹压，当场打伤十余人，财物也被田熙年没收。因为被打之人有哥老会成员，此举引发王高升等人不满。到了四月初八，为庆祝释迦摩尼诞辰，红山嘴举办庙会。王高升等哥老会成员在红山嘴庙会上借机挑起械斗，当场打死天津人7人，重伤1人。此次事件被称为“红山嘴事件”。由于有部队要挟，地方政府既不敢审理，也未惩处任何人。

## 导火索与惨剧的发生
陕西籍护兵蒋兴奎由于“顶撞”田熙年而被革退。心怀恨意的蒋兴奎曾闯入田熙年的办公室行刺，结果行刺不成反被捕，被关入迪化县监狱。后来迪化县知县张甫宸将蒋兴奎释放。宣统二年七月初四（1910年8月8日），田熙年从军营外出，偶遇已是哥老会成员的蒋兴奎，诧异的田熙年在和蒋交谈几句后，再次怀疑蒋有行刺意图，随即将其押解回军营后用军棍杖毙。听闻此事的陕甘人哗声一片，人们在甘肃会馆（今乌鲁木齐市第一人民医院附近）开始集结并开会结盟，决定为死者报仇。此时王高升已是哥老会首领，会后率众前往赴巡抚、藩司、臬司衙署鸣冤，要求田熙年杀人偿命。于是当局将田熙年革职，并押往督练公所审讯，并声称“按例”治田熙年的罪。
然而在翌日，有人看到田熙年乘车穿过迪化城的街市，并有田熙年被藏匿在蒋松林公馆内的消息传播。因此更为愤怒的陕甘人于初六（1910年8月10日）再次前往巡抚衙署（今中国共产党新疆维吾尔自治区委员会办公厅所在地）申冤。新疆巡抚联魁召集布政使王樹枏、提法使荣霈二人商议。联魁本意处死田熙年以顺应民意，而王樹枏因田熙年是其同乡，极力反对处死田熙年。王樹枏建议从城外调集军队，威慑民众。联魁则又怕军中陕甘籍军人较多，再生变故。
當天下午，请命的民众手持短刀木棍冲入抚署大堂，并将鼓捣毁。面对逐渐升级的形势，王樹枏和荣霈只得从抚署后门偷偷回家，各谋自保。联魁则告知愤怒的民众“今已晚不能办，俟田将经手事件了清，必照办，为众人出气”。一些人听信此言便离去，而王高升为首的另一部分人并未接受此说法。
当天晚上9时，王高升率众人前往藏匿田熙年的蒋松林公馆要人，蒋家不承认田熙年在此，于是愤怒的王高升等人开始纵火焚毁蒋松林公馆。此时各官署巡警闭门自守，不敢过问。王高升等众人随即前往同一条街的迪化县监狱，砸开牢门释放数十名犯人，并在附近的铁匠铺捣开了他们的锁链。随后一行人开始围攻官钱大局，但是被守卫的卫兵拦回。众人开始在不同的店铺收集到马刀、切刀等武器以及石油等器具。王高升等人开始专挑天津人开设的商铺纵火，火从北梁（是小十字以北原有的一处山梁，无法通过。即现在文昌阁、乌鲁木齐市第一中学一带）烧起，北街超过20家店铺被焚毁，其中官茶号损失最为严重。随即东大街（大十字以东，今中山路的部分）火势也起，全街荡然无存。加上晚上狂风大作，火势蔓延到了南大街（大十字以南，今解放北路部分），并波及山西商人的店铺。
王高升等人点完火后，前往新东门（今新疆生产建设兵团第二中学一带）试图联络驻扎城外的第二营的军士，不料被管带李学文带兵开枪击退。重返城内的王高升等人在北大街（大十字以北，解放北路部分）再次焚烧店铺、抢夺财物并试图围攻王樹枏所处的藩署，然而因为藩署卫兵众多，并未得逞。最终在途径北大街的元泰堂时，王高升被击毙，余众逃往北门砍杀守门兵丁一人后，逃出城外。

## 结果及影响
王高升等人纵火一夜，迪化城内的军警并未出面阻止，而在城内弥漫烟雾之时，一些游民乘机抢劫，社会秩序一度混乱。直到第二天天亮，联魁方才调兵入城，联合巡警救火、维持秩序。此次火灾导致以天津商户为主的至少170户商民受灾，津门八大家仅位于南大街的同盛和与公聚成未被波及，其他六家在迪化经营30余年的产业、财富化为灰烬，所以该案件也被称为“火烧津门八大家”或“火烧津门老八大家”。火灾次日，一些受到惊吓的商民将店铺关闭。更严重的是大量的迪化军民开始兑换商票，一度引发挤兑风潮。王树枏不得不立牌表示：商票由藩库兑换，并补助房舍的修筑。事件方才得以平息。事后政府共给受灾商户发放恤银384,684两，修建房屋又花费近10,000两，其中由新疆省文武官员捐献的接近6万两，其余由藩库垫付。火灾后依然有一些受到重创的津商选择变卖产业返回天津，在迪化鼎盛一时的津门八大家至此进入衰退。不过因为政府的支持，迪化的商业恢复很快，甚至比火灾前更加活跃。中华民国初年，在大小十字一带又形成了津门新八大家。
逃走的十余人在第二天被逮捕，连同田熙年一起在抚署广场被处死。在事后新疆省政府当局试图向上搪塞过关，对此事密而不报，并严查电邮。直到被遣戍新疆的报人彭翼仲恳求新疆财政监理官梁素文，让他通过密码电报的形式将信息传出。九月到十月，观察使王学曾受到清廷委派，前往新疆查办此起纵火案。当联魁等人被询问时，又互相推诿。火灾后，联魁被免去新疆巡抚之职，“另候简用”。3个月后，王樹枏也被解职，不过对他的指控大多“无实据”，被“调京查验”。荣霈被调任山西河东道员。清军中没有进行干预的部分将领以及迪化县知县张甫宸被“交部议处”，标统蒋松林被免职。管带李学文因“严申号令，昼夜巡防，不遗余力”晋升为标统。
辛亥革命时，哥老会在迪化起事反清，然而因纵火案而与哥老会结怨的商人们宁愿支持清政府，也不愿意支持哥老会，这成为迪化革命失败的原因之一。